# スタンリー・カメル
スタンリー・カメル（Stanley Kamel、1943年1月1日 - 2008年4月8日）は、アメリカ合衆国ニュージャージー州生まれの俳優である。

## 来歴
1943年にニュージャージー州サウスリバーに生まれる。30年以上に及ぶキャリアのうちに100本以上のテレビ・映画に出演した。1965年にボストン大学へ進学して、サンフォード・マイズナーに師事し演劇を勉強後、役者としてのスタートはオフ・ブロードウェイ舞台だった。その後徐々にテレビ・映画などに進出していった。ちなみにテレビデビューは人気シリーズの『スパイ大作戦』で、その他にも数多くの話題作に出演している。
晩年の有名出演作品としてはUSAネットワーク放映の探偵ドラマ『名探偵モンク』が知られている。
2008年4月8日に心臓発作のため、65歳で死去。

## 出演作品

### 映画
- Bacchanale (1970)
- コルベット・サマー Corvette Summer (1978)
- メーキング・ラブ Making Love (1982)
- I'm Going to Be Famous (1983)
- スター80 Star 80 (1983)
- Murder by Numbers (1990)
- オートマティック2033 Automatic (1994)
- ラベジャー Ravager (1997)
- ランニング・レッド Running Red (1998)
- ストーンブルック Stonebrook (1999)
- アンダープレッシャー Under Pressure (2000)
- ドミノ Domino (2005)
- インランド・エンパイア Inland Empire (2006)

### テレビドラマ
- スパイ大作戦 Mission Impossible (1969)
- モッズ特捜隊The Mod Squad (1971, 1972)
- マニックス特捜網 Mannix (1972)
- 命がけの青春/ザ・ルーキーズ The Rookies (1972)
- エマージェンシー! Emergency!（1973）
- 刑事コジャック Kojak (1974, 1977)
- ポリス・ストーリー Police Story（1975）
- 華麗な探偵ピート&マック Switch（1975）
- Dr.刑事クインシー Quincy M.E. (1977, 1981)
- チャーリーズ・エンジェル Charlie's Angels (1978)
- 超人ハルク Incredible Hulk (1979)
- ヒルストリート・ブルース Hill Street Blues (1983-1985)
- リップタイド探偵24時 Riptide（1984）
- ナイトライダー Knight Rider (1984)
- 探偵ハード&マック Hardcastle and McCormick (1985)
- 俺たち賞金稼ぎ!!フォール・ガイ The Fall Guy（1985）
- 我輩は新入生 Mr. Belvedere (1986)
- L.A.ロー 七人の弁護士 L.A. Law (1986-1991)
- 新スタートレック Star Trek: The Next Generation (1987)
- 刑事ハンター Hunter (1987-1988)
- マットロック Matlock (1987, 1990)
- ハイウェイマン The Highwayman（1988）
- 美女と野獣 Beauty and the Beast (1989, 1990)
- ジェシカおばさんの事件簿 Murder, She Wrote (1989, 1990)
- 刑事コロンボ/ 完全犯罪の誤算 Columbo: Agenda for Murder (1990)
- 名探偵ダウリング神父 Father Dowling Mysteries (1990, 1991)
- 冒険野郎マクガイバー MacGyver (1991)
- 2000マリブロード/ 美しき疑惑 2000 Malibu Road (1992)
- Dr.マーク・スローン Diagnosis Murder (1993, 1994)
- メルローズ・プレイス Melrose Place (1994)
- ビバリーヒルズ高校白書 Beverly Hills, 90210 (1995)
- ダークスカイ Dark Skies (1996)
- ER緊急救命室 ER (1997)
- L.A.大捜査線 マーシャル・ロー Martial Law (1998)
- セブンスヘブン 7th Heaven (1999)
- NYPDブルー NYPD Blue (2000)
- ダークエンジェル Dark Angel (2000)
- シックス・フィート・アンダー Six Feet Under (2002)
- 名探偵モンク Monk (2002-2009)
- ジェネラル・ホスピタル General Hospital (2003)
- ザ・ホワイトハウス The West Wing (2004)

### テレビ番組
- ジーナ・デイヴィス・ショー The Geena Davis Show (2001)